# Vladimir Mažuranić (leksikograf)
Vladimir Mažuranić (Karlovac, 16. listopada 1845. – Zagreb, 17. siječnja 1928.), bio je hrvatski leksikograf, književnik, pravnik, povjesničar i akademik JAZU.

## Životopis
Vladimir Mažuranić rođen je u Karlovcu 1845. godine. Sin je hrvatskog bana i pjesnika Ivana Mažuranića (1814. – 1890.) i Aleksandre, sestre jezikoslovca Dimitrija Demetra, a otac hrvatske književnice Ivane Brlić-Mažuranić (1874. – 1938.). Pohađao je Klasičnu gimnaziju u Zagrebu koju je završio 1862. godine. Studirao je pravo, započevši u Beču, a završivši u Zagrebu 1866. godine. Nakon toga bio je prislužnik u sudskoj službi, zatim pristav, te odvjetnik. Radio je kao gradski sudac u Karlovcu, državni odvjetnik u Ogulinu i podžupan u Karlovcu. Bio je savjetnik za civilna pitanja u okupaciji Bosne od 1878. do 1884. godine i načelnik u Odjelu za pravosuđe Hrvatsko-slavonsko-dalmatinske vlade od 1884. do 1898. godine. Također, bio je predsjednik Banskoga stola u Zagrebu od 1898. do 1912. godine. Za pravoga (redovitoga) člana JAZU izabran je 1910. godine. 
Predsjedavao je Jugoslavenskom akademijom znanosti i umjetnosti od 16. svibnja 1918. godine do 25. travnja 1921. godine, a naslijedio ga je Gustav Janeček. Na mjesto je predsjednika došao nakon Tomislava Maretića. 
Umro je u Zagrebu 1928. godine. Pokopan je 21. siječnja 1928. godine u obiteljskoj grobnici Mažuranićevih na Mirogoju.

## Djela
- Grof Ivan: igrokaz u pet čina, Zagreb, 1883.
- O rječniku pravnoga nazivlja hrvatskoga, Zagreb, 1902.
- Prinosi za hrvatski pravno-povjestni rječnik, 1-10, Zagreb, 1908. – 1922. (pretisak, Informator, Zagreb, 1975. 2 sv.)
- Hrvatski pravno-povjestni izvori i naša liepa književnost, P. o.: Ljetopisa Jugoslavenske akademije za god. 1911.; sv. 26., Zagreb, 1912.
- O "Ligi naroda", P. o.: Ljetopis Jugoslavenske akademije znanosti i umjetnosti; sv. 34., god. 1919., Zagreb, 1920.
- Dodatci uz prinose za hrvatski pravno-povjestni rječnik, Zagreb, 1923.
- Izvori dubrovačkoga historika Jakova Lukarevića, Zagreb, 1924.
- Melek "Jaša Dubrovčanin" u Indiji god. 1480. – 1528. i njegovi prethodnici u Islamu prije deset stoljeća, Zagreb, 1925.
- Pozdrav bratski sa našega Jadrana, Lavov, 1925.
- Gebalim, Zagreb, 1927.
- Suedslaven im Dienste des Islams (vom X. bis ins XVI. Jahrhundert): ein Forschungsbericht aus Kroatisch erschienenen Studien des..., Zagreb - Leipzig, 1928.
- "Civitatensis" i "Urbicus", P.o.: Sveslavenski zbornik, Zagreb, 1931.

## Nagrade i priznanja
- 1883.: Nagrada iz Zaklade Dušana Kotura, za djelo Grof Ivan: igrokaz u pet čina.[6]
- Dobio je 1925. godine počasni doktorat prava zagrebačkog sveučilišta.
- 1927.: Počasni građanin Grada Zagreba.[7]
- Bio je počasni član Poljske akademije znanosti, Češke akademije znanosti, te Učenog društva u Lavovu u Ukrajini.[8]

## Vanjske poveznice
Mrežna mjesta
- Mažuranić, Vladimir, Marino Jureković (2015.), hbl.lzmk.hr
- Vladimir Mažuranić – Proleksis enciklopedija, proleksis.lzmk.hr
- Prinosi za hrvatski pravno-povjestni rječnik, 1908.
- Dodatci uz prinose za hrvatski pravno-povjestni rječnik, 1923.